# Nikolai-Prytyska-Kirche
Koordinaten: 50° 27′ 54″ N, 30° 30′ 48″ O

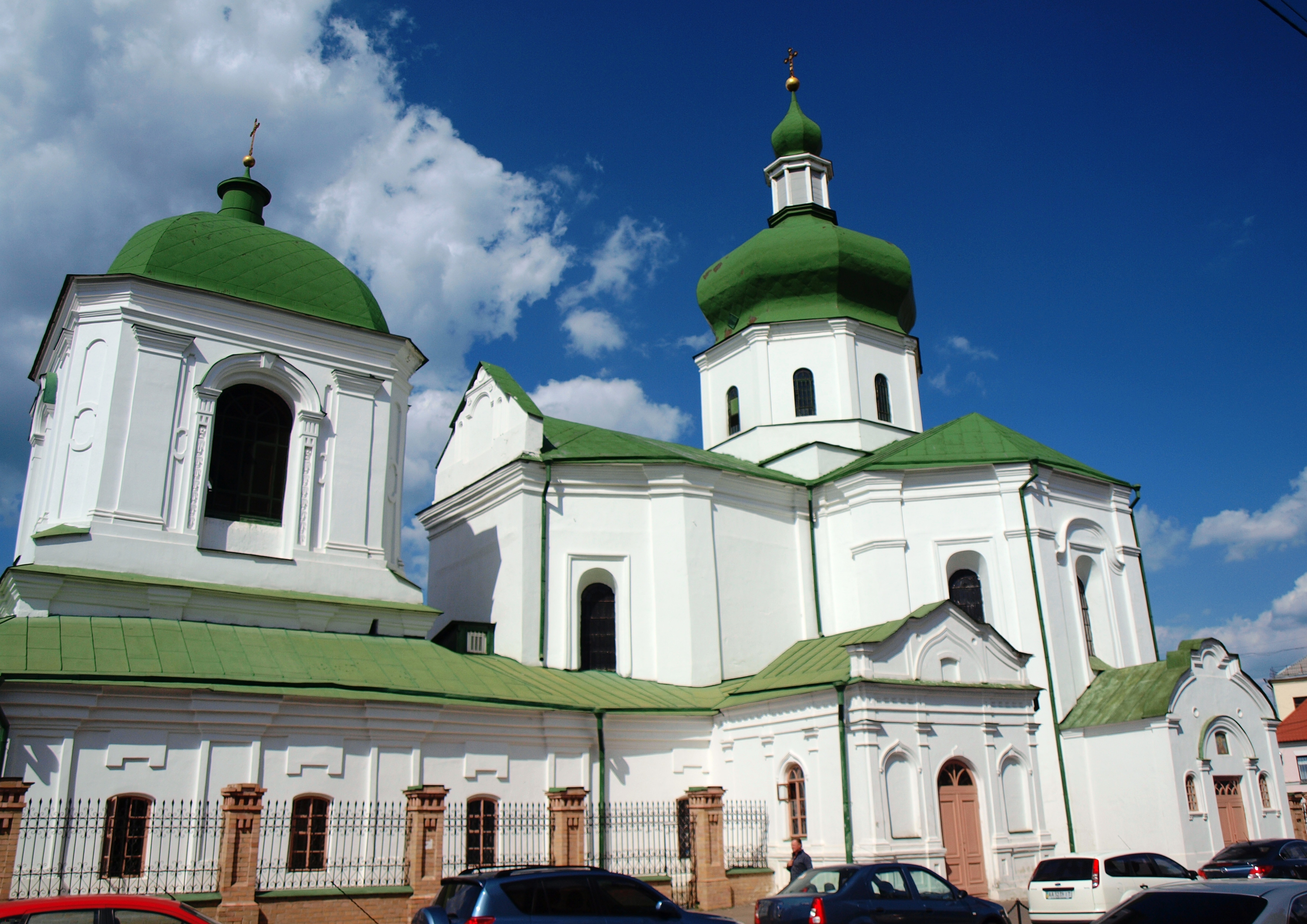
Die Nikolai-Prytyska-Kirche in Podil

Die Nikolai-Prytyska-Kirche (ukrainisch Церква Миколи Притиска / Zerkwa Mykoly Prytyska) ist ein orthodoxes Kirchengebäude der Ukrainisch-Orthodoxen Kirche des Kiewer Patriarchats und als ältestes noch erhaltenes Gebäude Podils ein Architekturdenkmal in der ukrainischen Hauptstadt Kiew.

## Geschichte
Die Kirche wurde zwischen 1695 und 1707 im Stil des ukrainischen Barocks an Stelle von bereits seit der Zeit der Kiewer Rus vorhandenen hölzernen Vorgängerkirchen, die dem Heiligen Nikolaus gewidmet waren, errichtet. (Andere Quellen geben 1631 als Fertigstellungsjahr an.)
Der Glockenturm der Kirchenbaus ist im klassizistischen Stil erbaut. Die Kirche überstand mehrere Brände. Erstmals wurde sie 1718 durch Feuer schwer beschädigt, das zweite Mal überstand die Kirche im Jahr 1811 den in ihrer Nähe ausgebrochenen Podiler Großbrand. Der Architekt Andrei  Melenski übernahm zwischen 1812 und 1820 die Leitung der Restaurierung.
In den 30er, 60er und 80er Jahren des 19. Jahrhunderts wurden Arbeiten zum Ausbau der Kirche durchgeführt (Erweiterung der geheizten Sretenska-Kirche in der ersten Geschosses des Glockenturms, Ausbau der Kapelle). Darüber hinaus wurde in der zweiten Hälfte des Jahrhunderts das zweite Geschoss des Glockenturms errichtet.
In den ersten Jahren des 20. Jahrhunderts wurde das Innere der Kirche mit erzählenden Gemälden im Stil der Gemälde der St. Volodymyr-Kathedrale geschmückt. Sie ergänzten die früheren Malereien von 1830.
Im Zweiten Weltkrieg wurde sie erneut beschädigt. Das Dach des Gebäudes wurde beschädigt, die Spitze der Kuppel wurde zerstört, und in den Wänden und Gewölben entstanden Risse. In den Jahren 1956–1958 führten die Produktionswerkstätten des staatlichen Baukomitees der UdSSR umfangreiche Reparatur- und Restaurierungsarbeiten durch. Nach dem Projekt der Architektin M. Aleksandrova wurde die Kirche in der Form des neunzehnten Jahrhunderts fertiggestellt.
Am 1. Januar 1960 wurde die Kirche auf Beschluss des Kiewer Stadtexekutivkomitees für Gottesdienste geschlossen.
Anfang der 1980er Jahre wurde eine neue Phase der Restaurierungsarbeiten, und es war geplant, ein Theater der Poesie zu eröffnen. Im Jahr 1983 stürzte der südöstliche Teil des Gebäudes aufgrund von Grundwasserüberschwemmungen ein und zerstörte die Kuppel und die Decke des Raums unter der Kuppel.
Im Jahr 1990 wurde die Kirche den Gläubigen zurückgegeben.
Während der Restaurierungsarbeiten wurde die Ausmalung des Raums unter der Kuppel und des Kirchenschiffs von Mykola Storozhenko (1997–2000) ausgeführt.

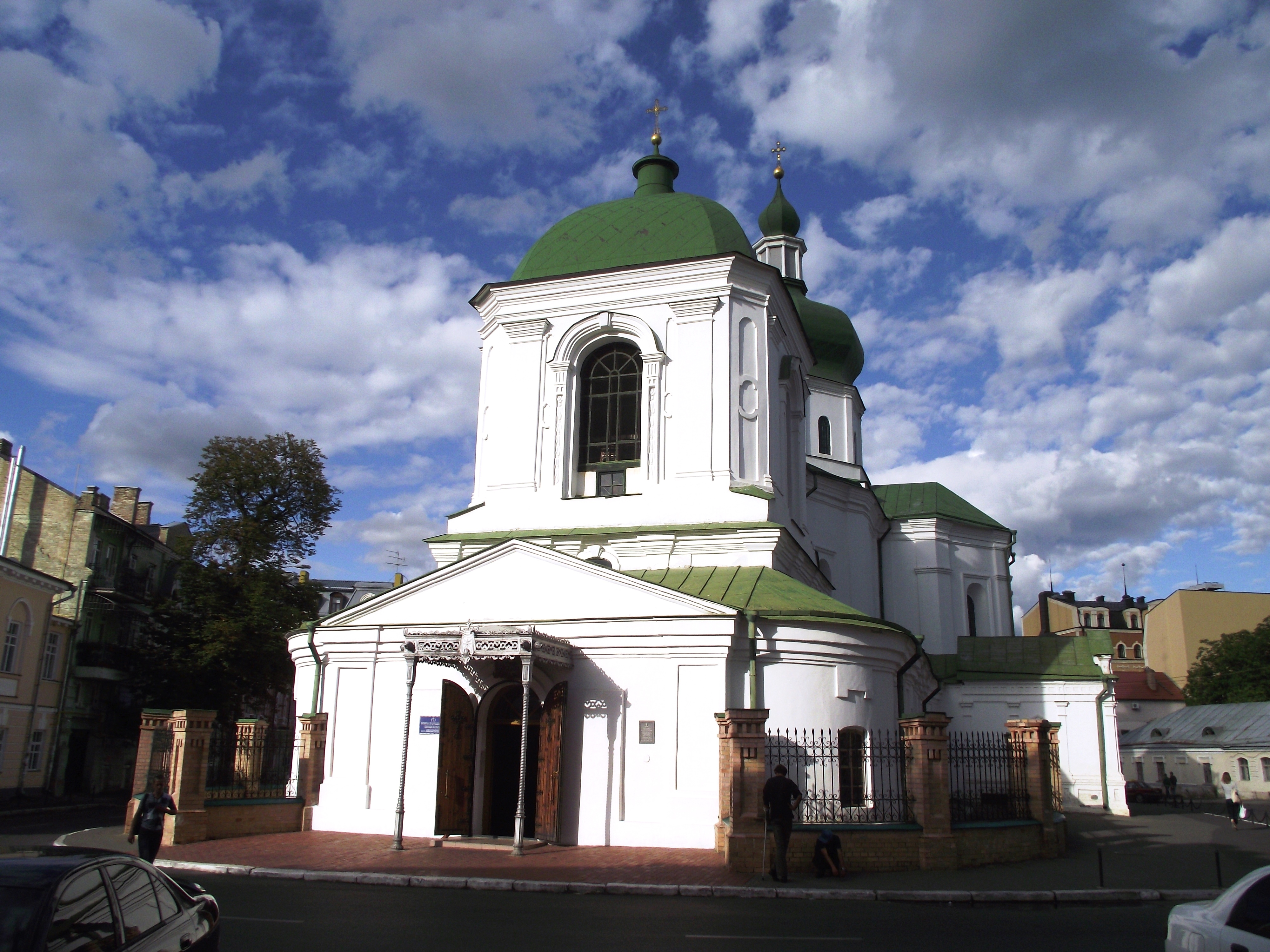
Eingang zur Kirche

 Für diese Arbeit wurde der Künstler mit der Goldmedaille der Nationalen Akademie der Künste der Ukraine ausgezeichnet.

## Lage
Die Kiewer Kirche liegt an der Chorywa-Straße Nummer 5a an der Kreuzung Prytysko-Mykilska-Straße im historischen Stadtteil Podil.